# 本願寺新潟別院
本願寺新潟別院（ほんがんじにいがたべついん）は新潟県長岡市与板町にある浄土真宗本願寺派（西本願寺）の直属寺院（別院）である。

## 概要
長岡市の郊外・与板にある別院。かつては本願寺与板別院と称していたが、三条市にあった本願寺三条別院と統合し、本願寺新潟別院と改称した。また、浄土真宗本願寺派新潟教区（新潟県東部、佐渡）を管轄する事務所として新潟教区教務所が設置されている。

## 境内
- 本堂
- 山門

## 歴史
公式ホームページ等による。

### 与板別院
- 1830年 - 与板第８代藩主井伊右京亮直経、与板に御坊設立の願いを本山本願寺に提出。
- 1832年 - 仮本堂建立。
- 1833年 - 本願寺派第20代広如から建立が許可され、与板に堂宇（現在の与板組明元寺の地）を建てて本尊を迎える。
- 1848年 - 藩主井伊家の寄進により、現在地に別院着工。
- 1870年 - 本堂完成。
- 1871年 - 旧与板城（陣屋）大手門を移築し、山門とする。
- 1876年 - 本願寺派第21代宗主明如の親修で宗祖親鸞聖人６００回大遠忌法要を厳修。これ以後与板別院と名付けられる。

### 旧三条別院
- 1828年 - 三条大震災犠牲者追悼のために藩主内藤紀伊守より３０００坪の寺領寄付を受ける。
- 1832年 - 別院建立
- 1880年 - 火災で焼失
- 1920年 - 火災で焼失
- 1928年 - 本堂再建

### 統合、新潟別院へ
本願寺派第24代宗主即如の「一教区一崇敬一別院」の願いのもと、旧与板別院（崇敬寺院数８２ヶ寺）と旧三条別院（崇敬寺院数６１ヶ寺）が合併し、本願寺新潟別院と三条出張所の体制となった。
- 1997年 - 3月10日、与板・三条両別院の合併が承認される。6月9日に登記完了。
- 2001年 - 本堂解体。
- 2002年 - 本堂新築。（与板別院本堂創建から2代目にあたる）

## 法要・行事
- 6月25日-27日 - 御取越報恩講
  - 報恩講期間中 - 子ども報恩講
- 10月23日-24日 - 謝恩講
- 毎年開催 - どんとこいフェスタ